# 에나코
에나코(江名子,えなこ, Enako, 1994년 1월 22일 ~ )
~)는 아마추어 코스 플레이어, 성우 및 가수이다. 2011년 8월, 그녀는 코믹마켓80에서 파츄리 널릿지가 코스프레로 주목을 받았으며 여러 개의 사진 ROM을 시작했다.
그녀는 이츠키 아키라(五木あきら) 및 쿠로네코(くろねこ)와 함께 한때 음악 그룹 파나쉔! (パナシェ! )을 결성했다.